# Ehi Yéy
L'Ehi Yéy est un volcan du Tchad situé approximativement au centre du massif du Tibesti et culminant à 2 774 mètres d'altitude. C'est un dôme de lave complexe et l'un des plus anciens volcans du massif.